# Cookinsel-Rohrsänger
Der Cookinsel-Rohrsänger (Acrocephalus kerearako), früher Mangaiarohrsänger, ist ein Singvogel aus der Gattung der Rohrsänger (Acrocephalus) und der Familie der Rohrsängerartigen (Acrocephalidae).
Der Vogel ist auf den Cookinseln endemisch.
Das Verbreitungsgebiet umfasst eine Vielzahl verschiedener Lebensräume von Röhricht bis Gärten, busch-, baumbestandene oder mit hochstehenden Halmen bewachsene Flächen.
Das Artepitheton kommt vom Namen für den Vogel in der Rarotonganischen Sprache. „kereārako“ in Mangaia bzw. „ka‘oko“ in Miti‘āro.
Früher wurde die Art als Unterart (Ssp.) des Pitcairnrohrsängers (Acrocephalus vaughani) angesehen.

## Merkmale
Die Art ist etwa 16 cm groß, ein schlanker Rohrsänger mit geradem Schnabel, olivfarbener Oberseite und gelblich-weißer Unterseite. Der kurze Überaugenstreif ist hellgelb, die Wangen olivfarben. Stirn, Scheitel und Nacken sind gleichförmig dunkeloliv, die Flügeldecken sind etwas gelbbraun überhaucht, die Oberschwanzdecken sind hell gelbbraun, die Handschwingen sind dunkel graubraun, die Steuerfedern dunkelbraun mit schmalen blassgrauen Spitzen. Kehle, Kinn und Unterseite sind blassgelb mit Gelbbraun auf den Flanken. Die Unterschwanzdecken sind blassgelb, die Iris dunkel. Der Oberschnabel ist schwärzlich, der Unterschnabel rosafarben, die Beine blaugrau. Die Geschlechter unterscheiden sich nicht.

## Geografische Variation
Es werden folgende Unterarten anerkannt:
- A. k. kaoko Holyoak, 1974 – Mitiaro
- A. k. kerearako Holyoak, 1974, Nominatform – Mangaia

## Stimme
Der Ruf wird als harsches, mehrmals wiederholtes „chru“ beschrieben, der Gesang besteht aus kurzen lauten, von einer hohen Warte aus vorgetragenen Pfiffen und Trillern mit Pausen dazwischen.

## Lebensweise

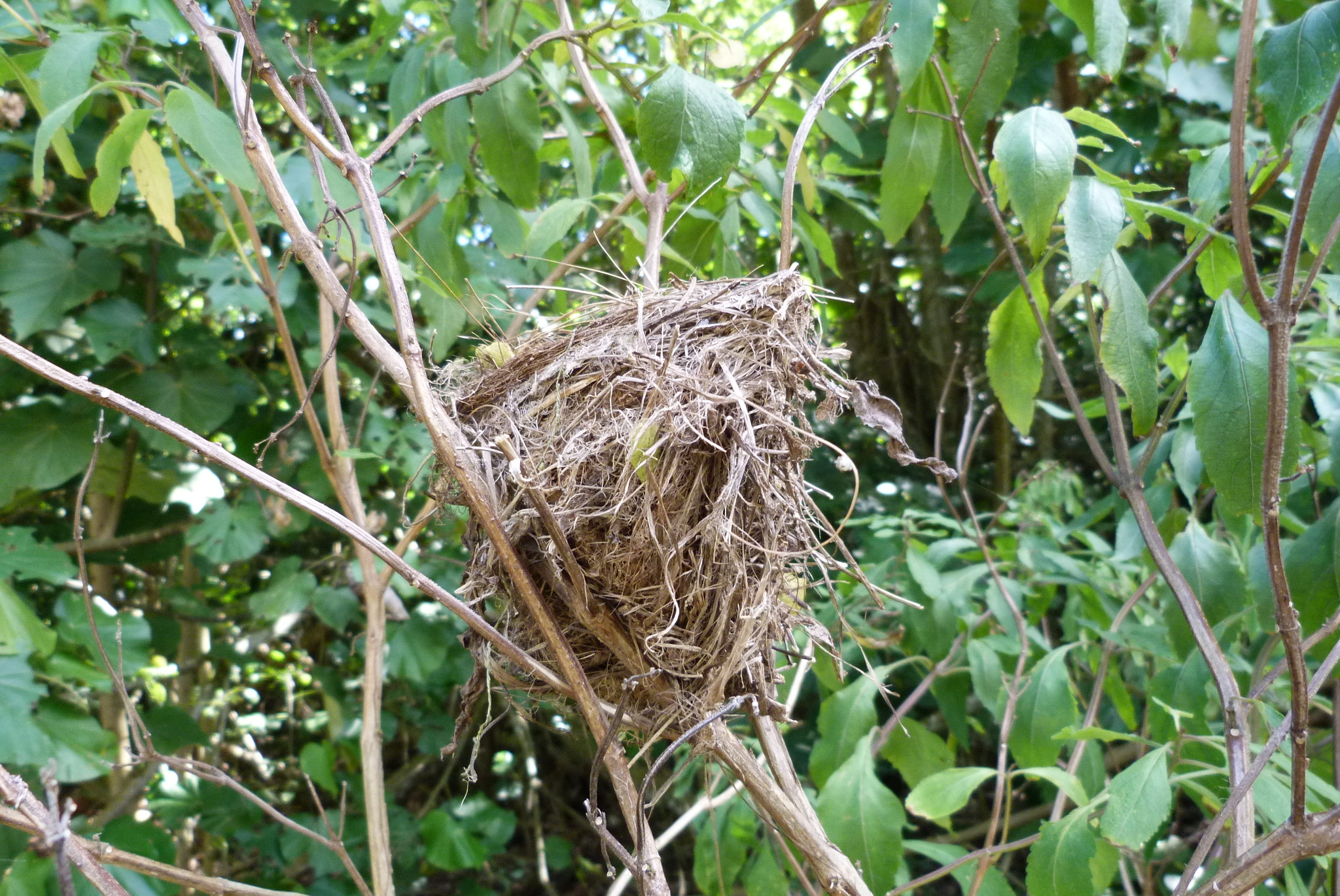
Nest

Die Art ist Standvogel. Die Nahrung besteht aus Insekten, auch Käfern, Schmetterlingen, Spinnentieren und Weichtieren, die entlang von Ästen, Zweigen und Blättern, auch am Boden gefangen werden. Die Brutzeit ist nicht bekannt. Das Nest ist eine tiefe Schüssel mit elliptischer Öffnung aus trockenen Stämmen und Fasern 8 bis 10 cm Durchmesser und 5 bis 8 cm tief. Es wird nur ein Ei gelegt.

## Gefährdungssituation und Bestand
Die Art wird wegen des recht kleinen Verbreitungsgebiets von etwa 1600 km² und der sinkenden Bestände in der Roten Liste der IUCN als potenziell gefährdet (Near Threatened) eingestuft. Als Bedrohungen werden Habitatverlust und -degradation durch Kahlschlag zugunsten der Landwirtschaft und Weideflächen für Ziegen und die Einführung von Neozoen wie beispielsweise von Hauskatzen (Felis catus), Hausratten (Rattus rattus) und Pazifische Ratten (Rattus exulans) als Fressfeinden der Vögel oder ihrer Eier sowie von den aggressiven Hirtenmainas (Acridotheres tristis) genannt.